# プロラボホールディングス
プロラボホールディングスは、エステティックサロン・スパ・ヘアサロン・フィットネスクラブ向けのインナービューティプロダクツの製造メーカー。「人類の健康寿命の延伸」に貢献するとして、12の事業を展開する。

## 概要

### 発足
2002年、創業者佐々木広行が横浜市にエステティックサロンを開業。サロンにおける『外面美容』だけの施術に限界を感じ、内面美容の必要性を痛感。内面から働きかけるためのインナービューティ製品を探したが、当時の美容業界には粗悪で、エビデンスもないような商品しかなかった。こうした現状を打開すべく、商品開発に着手。「プロフェッショナルユース ハーブティーセレクション」を開発。質の高さが話題となり、メーカー機能に徹するため2008年にサロン事業を終了。現社名に改め、サロン専売品メーカーへとなる。「美容」を入口にしたセルフメディケーション（予防医療）をテーマに大学や医療機関、第三者機関などと連携することで、機能性や安全性の裏付けを取ることのできるヒト臨床試験を受け、科学的根拠となるエビデンスを取得した製品を開発・販売。日本全国のエステティックサロンでのシェアを半数近く獲得。モデルやタレント、スポーツ各界にも支持者を得る。2019年にはMLBミネソタ・ツインズの前田健太と、ブランドアンバサダー契約を締結した。
2024年には、プロサッカー選手である長友佑都が『プロテインナチュラ グランプロ』のグローバルアンバサダーへ就任。
5月29日からは、テレビCMが全国放映開始（日テレ系列・テレビ朝日系列）。

### 展開
日本全国27,487店舗に商品提供。中国・アメリカ・ベトナム・ロシア・シンガポール・香港・インドネシア・ウズベキスタン・カンボジア・チェコなど海外15ヵ国・地域に進出している。代表者の佐々木広行は2017年にインナービューティプロダクツの開発およびアジアへの国際的展開に対し「東久邇宮国際文化褒賞」を受賞。ニューヨークタイムズ紙が選ぶ「女性活躍支援企業」として同社の取材を受けている。パリコレクションでは、4年連続でオフィシャルパートナーとなる。海外向けブランド『プロラボコンセプト』は、中国の通販サイト「アリババ」が認めたブランドしか出店できない直営のTモールに選出され、注目を集めた。2011年には5億円だった売上げを2024年には90億円（国内グループ売上）にまで増大させた。
インナービューティサロン事業においては、2023年1月31日に羽田空港直結の「インナービューティサロン エステプロ・ラボHANEDA TOKYO」をオープン。また、同年11月24日には、同日に開業した『麻布台ヒルズ』にオープン。2024年には、4月にチェコ・プラハにあるラグジュアリーホテル『アンダーズ プラハ』へ「インナービューティサロン エステプロ・ラボ PRAGUE」出店、8月にはシンガポールの高島屋に「インナービューティサロン エステプロ・ラボ SINGAPORE」とプロラボカフェを出店するなど、グローバルを意識した店舗展開を進める。

### 新規事業
美容や予防医療に関する学術的な研究活動を通じて、美容や健康の専門家を対象に、高度な専門資格や教育を普及させるための事業「一般財団法人 内面美容医学財団(IBMF)」を開始。多数の医師や学術研究者たちと「医学レベルの腸活、温活、内面美容の研究」をテーマに掲げている。また、 近年は野菜宅配業やクリニックプロデュース事業など新規事業にも着手。2021年7月1日に飲食事業として、東京・麻布十番に世界初の"美腸"と"インナービューティ"をコンセプトに「ヤシ殻活性炭を活用した"黒いしゃり"」を提供する会員制鮨店『麻布 黒しゃり』をオープン。さらに、9月1日には株式会社マグマスパジャパンが運営するインシー事業を譲受。新生「温活×腸活 マグマ スタジオ INSEA」として、「温活」と「腸活」を組み合わせた新しいファスティングのスタイルを提案する温活事業を開始。2021年10月には『すべての女性が抱える健康の課題をテクノロジーで解決する』ことを目的とする「フェムテック事業」を発表。Gran Femin （グランフェミン）ブランドを立ち上げる。
2022年4月には、『麻布 黒しゃり』の姉妹店として、牛や豚のエサに、抗生物質やホルモン剤などを使用しない、"安全でヘルシーな肉料理"をコンセプトとする完全会員制の世界初のインナービューティ肉割烹『麻布 肉しゃり』をオープン。
2022年9月には、温活事業の一環で、富士山溶岩による特許技術を活用した完全個室の高級プライベートサウナ「THE PROLABO SAUNA（ザ プロラボサウナ）」をオープン。
2023年4月、新宿にインナービューティをコンセプトに、白砂糖や食品添加物を使用せず、『カラダの内側からキレイになれること』を追究した究極のギルトフリーカフェ＆レストラン「プロラボカフェ」をオープン。
2023年9月には、有楽町マルイ5階に、インナービューティサロン「エステプロ・ラボ」を展開。幹細胞培養上清液によるメニューを揃える『エクソソームトリートメント 丸の内サロン』をオープン。同年11月には、飲食事業の新店舗として、菌活×腸活をテーマとする「キノコしゃぶしゃぶ＆デトックスコース料理」を提供する、完全紹介制の『新宿 菌しゃり』を2023年11月に開始。また、12月には麻布十番に“リバースエイジング”をコンセプトとした会員制のプレミアム・メンテナンススパ『リバースエイジングスパR』並びに、新しいラグジュアリーな隠れ家・会員制『シークレットラウンジL』をオープン。
2024年10月、水分子極小化技術を活用して睡眠にアプローチする「睡眠美容事業」を開始。その一環として、最新の自律神経・毛細血管・睡眠栄養学研究に基づいた、世界初の睡眠と美容をサポートするサロン『深層睡眠美容サロン「NEMURY(ネムリー)」をオープン。睡眠美容サポートマシン『WOTT』や『一般社団法人 睡眠美容診断士学会』による資格発行などを展開する。また、企業の従業員が抱える健康課題を解決するため、同社が培ってきたヘルスケアコンテンツを提供する「福利厚生事業」も開始。『プロラボウェルネスクラブ（PWC）』を設立し、企業の「ワークエンゲージメント」「生産性」「従業員満足度」「定着率」「企業イメージ」の向上をサポートする。
2025年2月、睡眠に関する悩みを持つ人を対象とした「睡眠美容のソリューションサービス」をはじめ、同社が展開するマシンも展示する「睡眠ビューティラウンジ」を新宿にオープン。
2025年4月、睡眠美容ビジネス市場でのソリューション提供を目的とした株式会社ジェクシードとの合弁会社「株式会社AIスリープテック」を設立。5月9日には、リュミエール株式会社が運営するエステティックサロン7店舗の営業権を譲受し、新会社「株式会社PROLABO ・SPA」を設立。さらに、プロデュースする「グランプロクリニック銀座」を、これまでの再生医療に“睡眠改善”というアプローチを融合させた統合型クリニック「グランプロ睡眠美容クリニック」を5月12日にリニューアル開院。

### 雇用
役職者の約7割が女性社員。産休・育休からの復帰後に同ポジションを確保。 「仕事の質」で評価を行い、時短や在宅での勤務制度の整備、ライフスタイルに合わせた働きやすい職場作りを実現。 国籍や年齢にとらわれず、幅広い採用を行い職場のダイバーシティ化を実践。
パラリンアートとのパートナーシップを組み、障害を持つアーティストのアート展示や販促物へのデザイン採用などを行う。

### 健康経営
2023年に続き、2024年も経済産業省主催の「健康経営優良法人2024（中小規模法人部門）」に認定される。また、社内での健康経営の推進にも注力。従業員に対する商品・施設のサービスの提供、心身面でのサポート体制などの施策を通して従業員の健康づくりに取り組む。
2025年3月10日、経済産業省より『健康経営優良法人2025（中小規模法人部門）ブライト500』に認定される。

### ブランド
- Esthe Pro Labo（エステプロ・ラボ）
- Pro Labo Concept（プロラボ コンセプト）
- Pro Labo Solution（プロラボ ソリューション）
- Gran Move（グランムーブ）
- Gran Medic（グランメディック）
- Gran Femin（グランフェミン）
- Pro Labo farm（プロラボ ファーム）
- GROWCEL（グロウセル）
- EPIUS（エピウス）
- NEMURILUX（エムリラックス）

### 主要取引先
全国のエステティックサロン・スパ・ヘアサロン・フィットネスクラブ・クリニック・美容系代理店（ディーラー）約10,330事業者（約27,487店舗※2024年7月末時点）。商品提供・海外15ヵ国に進出。

## 事業内容
主に以下の12の事業からなる。

### 商品事業
プロフェッショナル・ユースのインナービューティプロダクトの開発・販売。

### インナービューティサロン事業
管理栄養士などによるインナービューティサロン エステプロ・ラボの運営。

### マシン事業
ハイスペックマシンを開発・販売。

### 教育事業
インナービューティ・温活・フェムテックなどのスペシャリスト養成。

### 医療事業プロデュース
グランプロ睡眠美容クリニック・グランプロデンタルクリニック銀座の総合プロデュース。

### メディカルスパ事業
リバースエイジングスパR・カヌチャプロラボスパの運営。

### ファーム事業
微生物活性型農法のプロラボファームの運営。

### 飲食事業
麻布黒しゃり・麻布肉しゃりの運営。

### 温活事業
INSEA（インシー）・THE PROLABO SAUNA（ザ プロラボサウナ）の運営。

### フェムテック事業
女性のライフステージをサポートするフェムテック製品のブランド「Gran Femin(グランフェミン)」を展開。

### 睡眠美容事業
深層睡眠美容サロンNEMURY・睡眠ビューティラウンジの運営・WOTTやTerahertz Pro.等の販売
。

### 福利厚生事業
企業の従業員に対するプロラボが培ったヘルスケアコンテンツによる福利厚生。
以上

## 沿革
- 2002年 - 横浜市青葉区に有限会社エステプロ・ラボを設立[6]。
- 2005年 - 商品開発を開始[6]。
- 2006年 - 自社サロンにてハーブティーの販売を開始。東京都港区芝大門へ本社移転[8]。
- 2007年 - ハーブティー、発酵飲料などの高品質インナービューティ製品『Este Pro Labo』ブランドを開発。メーカーとしての事業開始[8]。
- 2008年 - サロン事業終了。サロン専用品メーカー事業に専念[8]。
- 2011年 - 東京都港区三田「THE ITOYAMA TOWER」に本社を移転。
- 2015年
  - 大阪支社及び大阪研修センターを開設。
  - 株式会社プロラボ・コンサルティング（現・株式会社プロラボソリューション）を設立[6]。
  - 野田聖子とともに「第1回ビューティ・ビジネス・コンプライアンス研究会（BBCA）」を開催[37]。
- 2016年 - 株式会社プロラボ・コンセプトを設立。
- 2017年 - LEADERS’AWARD（KENJA GLOBAL主催）に選ばれる[38]。会社の売上げが26億円となる[7]。
- 2018年 - 8月期の売上げが40.1億円となる[5]。
- 2019年
  - ニューヨークタイムズ主催のアジアで活躍する次世代リーダーを表彰するNEXT ERA LEADER’S AWARDSに選ばれる[39][9]。
  - 微博（Weibo）主催の「Weibo Account Festival in Japan 2019」で人気健康美容食品ブランド賞に選ばれる[40]。
- 2020年
  - 土の中の微生物を元気にする“無農薬農法”で栽培した「採れたての無農薬野菜」を直送するファーム「プロラボファーム」を開始[41]。
  - 福岡支社を開設。
- 2021年
  - 飲食事業として世界初となる"美腸"と"インナービューティ"をコンセプトにした会員制鮨店『麻布 黒しゃり』を開店[22]。
  - 「温活」と「腸活」を組み合わせた新しいファスティングのスタイルを提案する「温活×腸活 マグマ スタジオINSEA」をオープン。温活事業を開始[22]。
  - 『すべての 女性が抱える健康の課題をテクノロジーで解決する 』ことを目的にフェムテック事業をスタート。女性のライフステージをサポートする製品やサービスを展開する『Gran Femin（グランフェミン）』を立ち上げる[23]。
- 2022年
  - 『麻布 黒しゃり』の姉妹店として、健康に徹底的にこだわり、"腸がよろこぶ「肉×インナービューティ」を料理で表現"する完全会員制の肉割烹『麻布 肉しゃり』をオープン[24]。
  - 富士山溶岩による特許技術を活用した完全個室の高級プライベートサウナ「THE PROLABO SAUNA（ザ プロラボサウナ）」をオープン[25]。
- 2023年
  - インナービューティカフェ＆レストラン「Pro Labo CAFÉ（プロラボカフェ）」をオープン[42][43]。
  - 幹細胞培養上清液によるメニューを提供する『エクソソームトリートメント 丸の内サロン』を開始[26]。
  - 飲食事業の新店舗として、菌活×腸活をテーマにした完全紹介制『新宿 菌しゃり』をオープン[26]。
  - 麻布十番に、“リバースエイジング”をコンセプトとした会員制『リバースエイジングスパR』と、新しいラグジュアリーな隠れ家・会員制『シークレットラウンジL』が誕生[26]。
- 2024年
  - プロサッカー選手の長友佑都が『プロテインナチュラ グランプロ』のグローバルアンバサダーへ就任[3]。
  - ミトコンドリアを活性化する成分「5-デアザフラビン」の国際特許を取得した研究機関であるケミテラス株式会社に株式出資。共同研究に伴い、「5-デアザフラビン」のサプリメントを開発[44]。
  - 3月25日、北海道支社を開設。
  - 10月1日、水分子極小化技術を活用して睡眠にアプローチする「睡眠美容事業」を開始。その一環として、世界初の睡眠と美容をサポートするサロン『深層睡眠美容サロン「NEMURY(ネムリー)」をオープン[28]。新規事業の「福利厚生事業」では、各事業で培われたノウハウを活かし、企業の従業員をサポートするために提供する法人パートナー制度『プロラボウェルネスクラブ（PWC）』を設立する[36]。
- 2025年
  - 2月7日、睡眠に関する悩みを持つ人を対象とした「睡眠美容のソリューションサービス」をはじめ、同社が展開するマシンも展示する「睡眠ビューティラウンジ」を新宿にオープン[29]
  - 2月27日、特別な健康習慣を叶える新たなライフスタイルを提案する「NEMURILUX（ネムリラックス）」ブランドをスタートする[45]。
  - 4月、睡眠美容ビジネス市場での新しいソリューション提供を目的とした株式会社ジェクシードとの合弁会社「株式会社AIスリープテック」を設立[46]。
  - 5月9日、リュミエール株式会社が運営するエステティックサロン7店舗の営業権を譲受し、新会社「株式会社PROLABO ・SPA」を設立する[47]。
  - 5月12日、プロデュースする「グランプロクリニック銀座」を、これまでの再生医療に“睡眠改善”という新たなアプローチを融合させた統合型クリニック「グランプロ睡眠美容クリニック」としてリニューアル開院[48]。

## 加盟団体
- 公益財団法人 日本健康・栄養食品協会（JHNFA）
- 公益社団法人 日本フィットネス協会（JAFA）
- 一般社団法人 日本全身美容協会
- 一般社団法人 日本医療・美容研究協会（JMB）
- NPO法人 日本酵素栄養学協会
- NPO法人 発酵文化推進機構
- 一般社団法人 アジアアンチエイジング美容協会（4A）
- 一般社団法人 日本臨床栄養協会
- 日本マイナスイオン応用学会
- 一般社団法人 日本ウェルエイジング検定協会
- 日本アンチエイジング歯科学会
- 一般社団法人 全国ヘルスケアサービス産業協会

## 所在地

### 本社
東京都港区三田3-7-18 THE ITOYAMA TOWER 7F 

### 大阪支社（大阪研修センター）
大阪府大阪市淀川区西中島4丁目9-28 TAIYOセンタービル 5F 

### 福岡支社
福岡県福岡市中央区渡辺通3丁目6番15号 NMF天神南ビル2階 

### 北海道支社
北海道札幌市中央区南十五条西7-1-6 K-SELECTION.STELLA 301 

### 麻布十番オフィス
東京都港区麻布十番2-10-3 マイスクエアビル 6F
株式会社サンナレッジ・株式会社プロラボサウナ・株式会社プロラボダイニング

### 直営サロン
Esthe Pro Labo SAPPORO （北海道札幌市中央区）
Esthe Pro Labo HANEDA TOKYO（ 東京都大田区羽田）
Esthe Pro Labo SHINJUKU（東京都新宿区新宿）
Esthe Pro Labo GINZA （東京都中央区銀座）
Esthe Pro Labo MARUNOUCHI  （東京都千代田区有楽町）
Esthe Pro Labo SHIBUYA （東京都渋谷区道玄坂）
Esthe Pro Labo AOYAMA （東京都渋谷区神宮前）
Esthe Pro Labo ROPPONGI（東京都港区六本木）
Esthe Pro Labo NIHONBASHI（東京都中央区日本橋）
Esthe Pro Labo AZABUDAI（東京都港区虎ノ門）
Esthe Pro Labo SHIZUOKA（静岡県静岡市葵区）
Esthe Pro Labo NAGOYA（愛知県名古屋市中区栄）
Esthe Pro Labo SHINSAIBASHI（大阪府大阪市中央区）
Esthe Pro Labo UMEDA（大阪府大阪市北区梅田）
Esthe Pro Labo KYOTO（京都府京都市下京区）
Esthe Pro Labo KOBE（兵庫県神戸市中央区）
Esthe Pro Labo TENJIN（福岡市中央区天神）
Esthe Pro Labo OKINAWA（沖縄県浦添市西洲）

### 物流センター
東京都江東区有明 1丁目3-5 株式会社ロジメック

## 関連会社
- 株式会社プロラボ ソリューション
- 株式会社 プロラボ コンセプト
- 株式会社プロラボダイニング
- 株式会社プロラボサウナ
- 株式会社プロラボエピジェネティクス
- 株式会社プロラボ琉球
- 株式会社PROLABO・SPA
- 株式会社Ray Lani
- 株式会社サンナレッジ
- 株式会社Rad PROJECT